# 嵐徳太郎
嵐 德太郎（あらし とくたろう、新字体：徳太郎）は、歌舞伎役者の名跡。代々が映画俳優となった。
- 嵐徳太郎
  - 四代目嵐璃寛の孫、五代目嵐璃寛の門人、1883-1955。実父は人形浄瑠璃の初代桐竹紋十郎。
  - 嵐徳太郎 → 四代目嵐和三郎 → 六代目嵐徳三郎
- 嵐徳太郎
  - 六代目嵐徳三郎の甥、1902-80。
  - 嵐徳太郎 → 嵐和歌太夫 → 嵐長三郎 → 嵐寛寿郎
- 嵐徳太郎 - 本項にて詳述
  - 嵐璃徳の養子、1911-没年不詳。
  - 嵐徳太郎 → 嵐菊麿 → 嵐長二郎

嵐 徳太郎（あらし とくたろう、1911年3月13日 - 没年不詳）は、日本の子役俳優、俳優である。関西歌舞伎の舞台に幼少時に上がり、サイレント映画の子役として活躍した。のちに嵐 菊麿（-きくまろ）、嵐 長二郎（-ちょうじろう）と改名する。本名は片山 孝三郎（かたやま こうざぶろう）である。

## 人物・来歴
1911年（明治44年）3月13日、京都市に「片山孝三郎」として生まれる。
当時関西歌舞伎の俳優だった嵐璃徳の養子になり、5歳で初舞台を踏む。1920年（大正9年）5月、璃徳が一座とともに帝国キネマ演芸の設立に参加、9歳の徳太郎も入社、子役として映画に出演する。同年、一座の座付作者だった中川紫郎が監督した『少年忍術春若丸』で初めて主演を務める。
17歳になる1928年（昭和3年）、マキノ・プロダクション御室撮影所に移籍する。1930年（昭和5年）にはマキノを退社し、1932年（昭和7年）には「嵐菊麿」の名で東活映画社、「嵐長二郎」の名で河合映画製作社の映画にそれぞれ出演する。1933年（昭和8年）には「嵐徳太郎」に戻って新興キネマ、1934年（昭和9年）には阪東妻三郎プロダクションで映画出演するころにはすでに23歳である。その後1936年（昭和11年）、大都映画に入社するが、1938年（昭和13年）には退社した。
第二次世界大戦開戦後に召集されて戦地に赴き、終戦後もシベリア抑留される。帰国後は、古今友禅株式会社に勤務していた。また徳太郎は後のインタビューで、養父の嵐璃徳は1945年（昭和20年）に大阪府で死亡したと伝えられているが、応召中の為死に目にもあえず、死も詳細も明らかでないのが心残り、と語っている。1979年（昭和54年）に発行された『日本映画俳優全集 男優篇』では、存命人物として京都府京都市上京区荒神口通河原町東入に在住している旨が記載されている。しかし、その後の消息、死去時期などは不明である。没年不詳。

## フィルモグラフィ

### 帝国キネマ演芸
- 『少年忍術春若丸』 : 監督中川紫郎、1920年
- 『石童丸』 : 監督中川紫郎、1920年
- 『阿波の鳴門』 : 監督中川紫郎、1920年
- 『忍術三人娘』 : 監督中川紫郎、1920年
- 『奈良の鹿殺し』 : 監督中川紫郎、1921年
- 『梅若丸』 : 監督中川紫郎、1921年
- 『石川五右衛門』 : 監督中川紫郎、1921年
- 『乃木将軍幼年時代』 : 監督中川紫郎、1921年
- 『小楠公』 : 監督中川紫郎、1921年
- 『実録忠臣蔵』 : 監督中川紫郎、1921年 - 大石大三郎
- 『良弁杉』 : 監督中川紫郎、1922年 - 一子光丸
- 『夜討曽我』 : 監督中川紫郎、1923年
- 『疾風迅雷』 : 監督長尾史録、1925年
- 『流るる酒』 : 監督松本英一、アシヤ映画、1925年
- 『去り行く影』 : 監督佐藤喜一郎、1925年 - 松井駿吉
- 『名犬ジャック』 : 監督志波西果、1925年 - 三次
- 『松平長七郎』後篇 : 監督長尾史録、1925年 - 怪少年藤代弥八
- 『呪いの笛』 : 監督佐藤喜一郎、1925年 - 芳夫幼年
- 『美勇士』 : 監督長尾史録、1925年 - 竹千代
- 『最後の一兵まで』 : 監督古海卓二、1925年 - 弟俊夫
- 『かたおもひ』前篇後篇 : 監督松本英一、1926年 - 礼之進孫譲
- 『懐かしの丘』 : 監督志波西果、1926年

### マキノ・プロダクション
- 『濁流』 : 監督押本七之助、1928年
- 『月下の騎士』 : 監督吉野二郎、1929年
- 『水戸黄門 東海道篇』 : 監督中島宝三、1929年 - 水戸綱條
- 『大化新政』 : 監督マキノ省三、1929年 - 衣川阿加郎
- 『豊大閤 足軽篇』 : 監督中島宝三、1929年 - 福島市松
- 『異説 清水一角』 : 監督二川文太郎、1929年 - 志乃塚達馬
- 『怪異千姫狂乱』 : 監督中島宝三、1929年 - 豊臣秀頼
- 『戻橋』 : 監督マキノ正博、1929年 - 郎党四
- 『西南戦争』 : 監督中島宝三、1929年 - 河原林少尉
- 『奴浪人』 : 監督中島宝三、1929年 - 武林唯七
- 『日本巌窟王』前篇後篇 : 監督中島宝三、1930年 - 木村直次郎

### 東活映画
嵐菊麿
- 『若殿行状記』 : 監督豊永大蔵、1932年
- 『馬上豊かに美少年』 : 監督豊永大蔵、1932年
- 『鉄腕抜刀隊』 : 監督豊永大蔵、1932年

### 河合映画
嵐長二郎
- 『江戸攻め先陣』 : 監督長尾史録、1932年 - 柚木小二郎
- 『柳生武勇伝』 : 監督根岸東一郎、1932年
- 『勇侠美人伝』 : 監督根岸東一郎、1932年
- 『残党新撰組』 : 監督根岸東一郎、1933年
- 『強狸羅』 : 監督長尾史録、1933年 - 松平千代麿
- 『大城峠』 : 監督根岸東一郎、1933年
- 『慶安双勇伝』 : 監督長尾史録、1933年
- 『江戸娘』 : 監督根岸東一郎、1933年
- 『大丈夫の松五郎』 : 監督根岸東一郎、1933年
- 『恋慕地獄』 : 監督根岸東一郎、1933年
- 『日本晴』 : 監督長尾史録、大都映画、1933年

### 新興キネマ
- 『遊侠三下気質』 : 監督村田正雄、1933年 - 香春の新三
- 『大高源吾』 : 監督押本七之助、1934年 - 大石主税
- 『伊達事変』 : 監督渡辺新太郎、1934年 - その息子圭之助
- 『雲霞閻魔帳 前篇 春秋緑林篇』 : 監督山口哲平、阪東妻三郎プロダクション、1934年 - 高梨外記
- 『雲霞閻魔帳 後篇 流星』 : 監督晩孔秀、阪東妻三郎プロダクション、1934年 - 高梨外記
- 『血吹雪伊勢音頭』 : 監督長尾史録、阪東妻三郎プロダクション、1934年 - 今田万次郎
- 『なりひら小僧 春霞八百八町』 : 監督マキノ正博・山本松男、嵐寛寿郎プロダクション、1935年 - その倅作太郎
- 『又太郎大明神』 : 監督吉田保次、嵐寛寿郎プロダクション、1936年 - 近松滝太郎
- 『べらんめえ十万石』 : 監督仁科熊彦、嵐寛寿郎プロダクション、1937年 - おれんの弟半次郎

## 註
1. 1 2 3 4 5 6 7 8 9 10 11 12  『芸能人物事典 明治大正昭和』、日外アソシエーツ、1998年。
2. 1 2 3 4 5 6 7 8 9 10 11 12  『日本映画俳優全集 男優篇』、キネマ旬報社、1979年、28頁。